# Skogstjärnen (Töre socken, Norrbotten)
Skogstjärnen är en sjö i Kalix kommun i Norrbotten och ingår i Kalixälvens huvudavrinningsområde.